# Aceria guerreronis
Espèce
Synonymes
- Eriophyes guerreronis  Keifer

Aceria guerreronis, l'Acarien du cocotier, est une espèce d'acariens de la famille des Eriophyidae, vraisemblablement originaire d'Amérique.
Cet acarien est un ravageur des plantations de cocotiers. 
Il peut être dévastateur sur le plan économique et détruire jusqu'à 90 % de la production de noix de coco. Les noix sont infestées et blessées par des acariens qui s'alimentent dans la partie couverte par le périanthe persistant sur la noix immature.
Pour un article plus général, voir Ravageurs du cocotier.